# Liste der Kulturdenkmale in Idstedt
In der Liste der Kulturdenkmale in Idstedt sind alle Kulturdenkmale der schleswig-holsteinischen Gemeinde Idstedt (Kreis Schleswig-Flensburg) und ihrer Ortsteile aufgelistet (Stand: 14. April 2025).
Die Bodendenkmale sind in der Liste der Bodendenkmale in Idstedt aufgeführt.

## Legende
In den Spalten befinden sich folgende Informationen:
- Objekt-ID: die Nummer des Kulturdenkmales
- Lage: die Adresse des Kulturdenkmales und die geographischen Koordinaten. Kartenansicht, um Koordinaten zu setzen. In der Kartenansicht sind Kulturdenkmale ohne Koordinaten mit einem roten Marker dargestellt und können in der Karte gesetzt werden. Kulturdenkmale ohne Bild sind mit einem blauen Marker gekennzeichnet, Kulturdenkmale mit Bild mit einem grünen Marker.
- Offizielle Bezeichnung: Bezeichnung des Kulturdenkmales
- Beschreibung: die Beschreibung des Kulturdenkmales
- Bild: ein Bild des Kulturdenkmales

## Bauliche Anlagen
| Objekt-ID      | Lage                                                 | Offizielle Bezeichnung | Beschreibung | Bild                             |
| -------------- | ---------------------------------------------------- | ---------------------- | --- | -------------------------------- |
| 9577 Wikidata  | Idstedtkirche 1 (54° 34′ 40″ N, 9° 29′ 46″ O)        | Gedächtniskirche       | Alteintragung (Aktualisierung vorgesehen) - Begründung: geschichtlich, künstlerisch, städtebaulich - Schutzumfang: Alteintragung (Aktualisierung vorgesehen) - Denkmaltyp: Bauliche Anlage | weitere Fotos \| Fotos hochladen |
| 32831 Wikidata | Idstedtkirche 1 (54° 34′ 38″ N, 9° 29′ 43″ O)        | Idstedt-Halle          | Gedächtnishalle zur Erinnerung an die Schlacht von Idstedt; 1930, im Kern 1878/1889, Architekt Hans Philipp; repräsentativer eingeschossiger Backsteinbau mit Walmdächern, Westflügel mit turmartigem Mittelrisalit und hohen schlanken Fenstern, schmaler Verbindungstrakt zum Ostflügel, hier ältere Bauteile erhalten (Wärterhaus und sog. Waffenkammer) - Begründung: geschichtlich, städtebaulich - Schutzumfang: gesamtes Objekt - Denkmaltyp: Bauliche Anlage | weitere Fotos \| Fotos hochladen |
| 7285 Wikidata  | Westseite d. ehem. B76 (54° 33′ 29″ N, 9° 29′ 49″ O) | Meilenstein            | Alteintragung (Aktualisierung vorgesehen) - Begründung: geschichtlich, wissenschaftlich, Kulturlandschaft prägend - Schutzumfang: gesamtes Objekt - Denkmaltyp: Bauliche Anlage | Fotos hochladen                  |

## Ehemalige Kulturdenkmale
| Objekt-ID     | Lage                                          | Offizielle Bezeichnung        | Beschreibung | Bild                             |
| ------------- | --------------------------------------------- | ----------------------------- | ------------ | -------------------------------- |
| 9495 Wikidata | Idstedtkirche 1 (54° 34′ 38″ N, 9° 29′ 46″ O) | Ehrenmal an der Idstedt-Halle |              | weitere Fotos \| Fotos hochladen |

## Quelle
- Liste der Kulturdenkmale in Schleswig-Holstein – Kreis Schleswig-Flensburg

- Karte mit allen Koordinaten:
- OSM |
- WikiMap